# Afortunadamente No Eres Tú
Afortunadamente No Eres Tú é o segundo álbum da cantora e compositora mexicana de pop Paty Cantú.

## Tracklist
| #   | Título                                   | Duração |
| --- | ---------------------------------------- | ------- |
| 1.  | Afortunadamente no eres tú               | 3:08    |
| 2.  | Goma de Mascar                           | 2:59    |
| 3.  | Clavo que saca otro clavo                | 3:15    |
| 4.  | Se desintegra el amor                    | 3:35    |
| 5.  | Vuelve a Amarme                          | 3:32    |
| 6.  | No-oh se apaga                           | 3:51    |
| 7.  | Fé                                       | 4:18    |
| 8.  | La que esta en vez de mi                 | 3:14    |
| 9.  | Fue solo sexo                            | 2:55    |
| 10. | No tengo miedo                           | 3:33    |
| 11. | De nuevo                                 | 3:14    |
| 12. | Se desintegra el amor (Versión Acustica) | 3:32    |